# Fenômeno de Jod-Basedow
O fenômeno de Jod-Basedow (também chamado síndrome de Jod-Basedow ou efeito Jod-Basedow) se refere ao hipertireoidismo seguido à administração de iodo ou iodeto, seja por meio de suplementos dietéticos ou de contraste iodado.
Este fenômeno é, portanto, o hipertireoidismo induzido por iodo, apresentando-se tipicamente em pacientes com bócio endêmico (devido à deficiência de iodo) quando se mudam para áreas geográficas ricas em iodo. Pessoas com Doença de Graves, bócio multinodular tóxico ou vários tipos de adenoma de tireoide também estão sob risco do efeito Jod-Basedow quando ingerem doses extras de iodo. O fenômeno de Jod-Basedow também tem sido observado como um efeito colateral da administração de meios de contraste contendo iodo ou de amiodarona, um medicamento antiarrítmico. O efeito Jod-Basedow não ocorre em pessoas com tireoide normal que recebem doses extras de iodo.
O efeito Jod-Basedow recebe o nome da palavra em alemão para iodo, "Jod", mais o sobrenome de Karl Adolph von Basedow, o médico alemão que descreveu este fenômeno.